# Phalonidia paliki
Phalonidia paliki es una especie de polilla del género Phalonidia, categorizada en la tribu Cochylini, de la subfamilia Tortricinae. Fue descrita por Razowski & Becker en 1983.
Fue publicada en la revista Acta Zoologica Cracoviensia 26: 430. Se distribuye por América del Sur: Brasil, en el estado de Paraná, Banhado, Quatro Barras.